# Pachydactylus mariquensis
Espèce
Synonymes
- Pachydactylus latirostris Hewitt, 1923

Pachydactylus mariquensis est une espèce de geckos de la famille des Gekkonidae.

## Répartition
Cette espèce se rencontre en Namibie et en Afrique du Sud.

## Description
Ce gecko est insectivore, terrestre et nocturne.

## Reproduction
Selon la température, les œufs donnent une majorité de femelles par moins de 29 °C et une majorité de mâles par plus de 29 °C.

## Liste des sous-espèces
Selon The Reptile Database (8 mai 2015) :
- Pachydactylus mariquensis latirostris Hewitt, 1923
- Pachydactylus mariquensis macrolepis Fitzsimons, 1939
- Pachydactylus mariquensis mariquensis Smith, 1849

## Étymologie
Son nom d'espèce, composé de mariqu[o] et du suffixe latin -ensis, « qui vit dans, qui habite », lui a été donné en référence au lieu de sa découverte : Marico.

## Publications originales
- Fitzsimons, 1939 : Descriptions of some new species and subspecies of lizards from South Africa. Annals of the Transvaal Museum, vol. 20, no 1, p. 5-16.
- Hewitt, 1923 : Descriptions of two new S. African geckos of the genus Pachydactylus. Annals of the Natal Museum, vol. 5, p. 67-71 (texte intégral).
- Smith, 1849 : Illustrations of the zoology of South Africa, consisting chiefly of figures and descriptions of the objects of natural history collected during an expedition into the interior of South Africa, in the years 1834, 1835, and 1836; fitted out by "The Cape of Good Hope Association for Exploring Central Africa" : together with a summary of African zoology, and an inquiry into the geographical ranges of species in that quarter of the globe, vol. 3, Appendix.